# Bloomington (Idaho)
Bloomington es una ciudad ubicada en el condado de Bear Lake en el estado estadounidense de Idaho. En el año 2010 tenía una población de 206 habitantes y una densidad poblacional de 89,57 personas por km².

## Geografía
Bloomington se encuentra ubicado en las coordenadas 42°11′27″N 111°24′9″O / 42.19083, -111.40250. Según la Oficina del Censo, la localidad tiene un área total de 2,3 km² (0,9 mi²), de la cual 2,3 km² (0,9 mi²) es tierra y 0 km² (0 mi²) (0.0%) es agua.

## Demografía
En el 2000 la renta per cápita promedia del hogar era de $34,750, y el ingreso promedio para una familia era de $40,625. En 2000 los hombres tenían un ingreso per cápita de $33,125 contra $13,750 para las mujeres. El ingreso per cápita para la localidad era de $13,866. Alrededor del 2.8% de la población estaba bajo el umbral de pobreza nacional.